# Kryžopilský rajón
Kryžopilský rajón (ukrajinsky Крижопільський район) byl rajón ve Vinnycké oblasti na Ukrajině. Hlavním městem byl Kryžopil a rajón měl přibližně 33 tisíc obyvatel. 

## Sídla v rajónu
- Kryžopil